# Mopsik
Mopsik (Promops) – rodzaj ssaków z podrodziny molosów (Molossinae) w obrębie rodziny molosowatych (Molossidae).

## Rozmieszczenie geograficzne
Rodzaj obejmuje gatunki występujące od Meksyku do Argentyny.

## Morfologia
Długość ciała (bez ogona) 54–95 mm, długość ogona 44–62 mm, długość ucha 12–18 mm, długość tylnej stopy 6–13 mm, długość przedramienia 45–57 mm; masa ciała 10–32 g.

## Systematyka
Rodzaj zdefiniował w 1856 roku francuski paleontolog i entomolog Paul Gervais w rozdziale zatytułowanym Dokumenty zoologiczne do monografii południowoamerykańskich nietoperzy opublikowanym w publikacji pod redakcją François-Louisa Laporte’a o tytule Wyprawa do centralnych rejonów Ameryki Południowej: z Rio de Janeiro do Limy i z Limy do Pary. Gatunkiem typowym jest (oznaczenie monotypowe) mopsik brązowy (P. nasutus).

### Etymologia
Promops (Pomops): gr. προ pro ‘blisko, podobny, przed’; rodzaj Mops Lesson, 1842 (mops).

### Podział systematyczny
Do rodzaju należą następujące gatunki:
| Grafika | Gatunek           | Autor i rok opisu | Nazwa zwyczajowa | Podgatunki         | Rozmieszczenie geograficzne | Podstawowe wymiary                                       | Status IUCN |
| ------- | ----------------- | ----------------- | ---------------- | ------------------ | --- | -------------------------------------------------------- | ----------- |
|         | Promops centralis | O. Thomas, 1915   | mopsik duży      | gatunek monotypowy | nierównomiernie od Meksyku (Sonora wzdłuż zachodniego wybrzeża do półwyspu Jukatan) do zachodniej i północnej Brazylii, północnej Argentyny i Paragwaju oraz Trynidad i Tobago (Trynidad); zakres wysokości: 0–1800 m n.p.m. | DC: 5,6–9,5 cm DO: 4,4–6,2 cm DP: 4,9–5,7 cm MC: 18–32 g | LC          |
|         | Promops davisoni  | O. Thomas, 1921   |                  | gatunek monotypowy | zachodni Ekwador, zachodnie Peru i północno-zachodnie Chile; zakres wysokości: 0–1320 m n.p.m. | DC: 5,4–7,4 cm DO: 4,9–5,8 cm DP: 4,6–5,2 cm MC: 10–23 g | DD          |
|         | Promops nasutus   | (von Spix, 1823)  | mopsik brązowy   | gatunek monotypowy | północno-wschodnia Kolumbia, Wenezuela. Trynidad i Tobago (Trynidad), Gujana, Surinam. zachodnia, wschodnia i południowa Brazylia, Boliwia, Paragwaj oraz północna Argentyna; zakres wysokości: do 2560 m n.p.m.             | DC: 6,5–8 cm DO: 4,7–5,8 cm DP: 4,5–5,2 cm MC: 13–22 g   | LC          |

Kategorie IUCN:  LC  – gatunek najmniejszej troski,  DD  – gatunki o nieokreślonym stopniu zagrożenia.